# Fekade Muleta
Fekade Muleta – etiopski piłkarz grający na pozycji pomocnika. W swojej karierze grał w reprezentacji Etiopii.

## Kariera klubowa
W swojej karierze Muleta grał w klubie EEPCo.

## Kariera reprezentacyjna
W 1976 roku Muleta został powołany do reprezentacji Etiopii na Puchar Narodów Afryki 1976. Wystąpił na nim w jednym meczu grupowym, z Gwineą (1:2).